# Linea Keiyō
La linea Keiyō (京葉線?, Keiyō-sen) è una linea ferroviaria giapponese, a scartamento ridotto, gestita dalla East Japan Railway Company. La linea collega la stazione di Tokyo con quella di Soga, ma molti treni proseguono fino alla stazione di Chiba.
La ferrovia è il principale punto di accesso a Tokyo Disneyland e l'area congressi di Makuhari. La stazione di termine si trova sotto quella di Tokyo in una posizione intermedia fra questa e la stazione di Yūrakuchō. Questo implica un tempo di trasferimento alle altre linee di circa 15-20 minuti.
Il nome Keiyō deriva dalla seconda lettura dei caratteri dei nomi dei luoghi uniti dalla linea, Tōkyō (東京?) e Chiba (千葉?). Il nome non deve essere confuso con la Linea Keiō, linea privata situata nella parte occidentale di Tokyo.

## Storia
La linea Keiyō venne inizialmente progettata come linea merci. La prima sezione venne aperta nel 1975 fra il terminal merci di Chiba e l'impianto siderurgico JFE Steel vicino alla stazione di Soga. Il servizio passeggeri iniziò nel 1986 fra Nishi-Funabashi e Chiba-Minato, e venne esteso a est a Soga e a ovest a Shin-Kiba nel 1988.
I binari sotterranei della stazione di Tokyo dovevano inizialmente ospitare il terminale del Narita Shinkansen, un collegamento poi rimasto irrealizzato, ma vennero poi utilizzati per ospitare il capolinea della linea.
Il progetto originario vedeva la linea Keiyō interfacciarsi con la linea Rinkai a Shin-Kiba, permettendo un collegamento diretto fra il terminale merci di Tokyo situato a Shinagawa e Chiba, ma lo sviluppo negli anni novanta dell'area di Odaiba portò a riutilizzare la linea Rinkai come ferrovia per il trasporto passeggeri, e quindi la linea Keiyō fu fatta terminare a Tokyo.

## Servizi

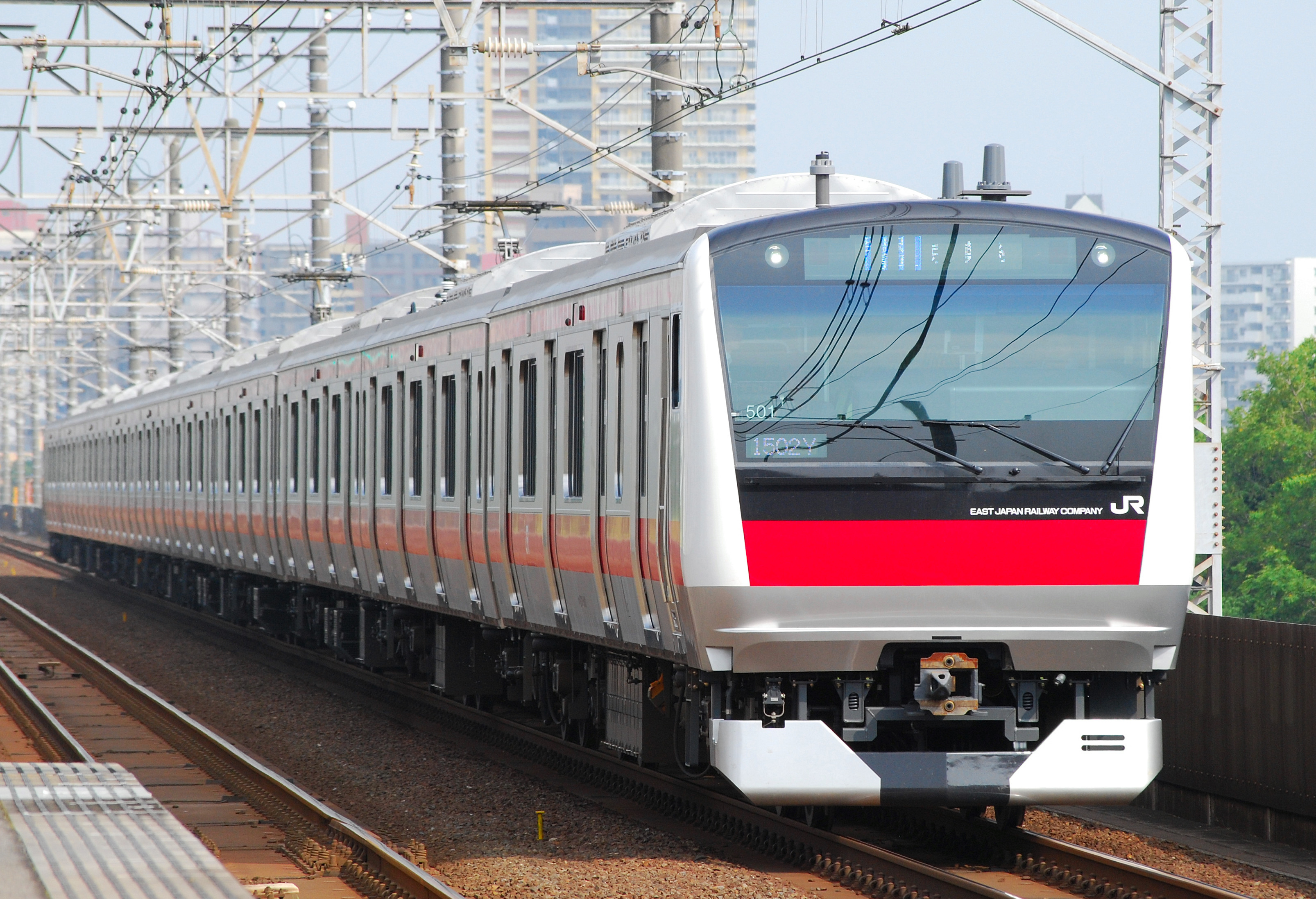
Treno della serie E233

- Locali Linea Keiyō: fermano a tutte le stazioni fra Tōkyō e Soga tranne a Nishi-Funabashi.
- Rapidi Linea Keiyō: fermano a Tōkyō, Hatchōbori, Shin-Kiba, Maihama, Shin-Urayasu, Minami-Funabashi, Kaihin-Makuhari e quindi a tutte le stazioni fino a Soga.
- Locali Linea Musashino: fermano a Nishi-Funabashi, Minami-Funabashi, Shin-Narashino, e Kaihin-Makuhari.
- Rapidi Linea Musashino: fermano in tutte le stazioni fra Tōkyō e Nishi-Funabashi prima di continuare sulla linea Musashino.
- Rapidi pendolari (通勤快速?, tsūkin-kaisoku) fermano a Tōkyō, Hatchōbori, Shin-Kiba, e Soga.

## Stazioni
- Tutti i treni (eccetto gli espressi limitati) fermano alle stazioni indicate da "●" e passano in quelle indicate da "｜". I treni non proseguono oltre le stazioni con "∥".
- I treni diretti sulla linea Musashino fermano alle stazioni indicate da "◆" nei giorni settimanali, e alle stazioni indicate da "◆" o "○" durante il servizio notturno di Capodanno.
- Per gli espressi limitati Wakashio e Sazanami vedi i rispettivi articoli.

| Stazione           | Giapponese   | Distanza (km) | Distanza (km) | Linea Keiyō | Linea Keiyō  | Linea Musashino (diretto)                        | Linea Musashino (diretto)                                      | Collegamenti | Posizione | Posizione |
| Stazione           | Giapponese   | Interstazione | Totale        | Locale      | Rapido Keiyō | Locale                                           | Rapido                                                         | Collegamenti | Posizione | Posizione |
| ------------------ | ------------ | ------------- | ------------- | ----------- | ------------ | ------------------------------------------------ | -------------------------------------------------------------- | --- | --------- | --------- |
| Tokyo              | 東京         | -             | 0.0           | ●           | ●            |                                                  | ●                                                              | ■ Linea Chūō ■ Linea Keihin-Tōhoku ■ Linea Sōbu Rapida ■ Linea Tōkaidō ■ Linea Yamanote ■ Linea Yokosuka ■ Tōhoku Shinkansen ■ Yamagata Shinkansen ■ Akita Shinkansen ■ Jōetsu Shinkansen ■ Hokuriku Shinkansen ■ Tōkaidō Shinkansen Linea Marunouchi (M-17) | Chiyoda   | Tokyo     |
| Hatchōbori         | 八丁堀       | 1.2           | 1.2           | ●           | ●            | ●                                                | Tokyo Metro Linea Hibiya (H-11)                                | Chūō |           | Tokyo     |
| Etchūjima          | 越中島       | 1.6           | 2.8           | ●           | ｜           | ○                                                |                                                                | Kōtō |           | Tokyo     |
| Shiomi             | 潮見         | 2.6           | 5.4           | ●           | ｜           | ○                                                |                                                                | Kōtō |           | Tokyo     |
| Shin-Kiba          | 新木場       | 2.0           | 7.4           | ●           | ●            | ●                                                | Linea Rinkai Tokyo Metro Linea Yūrakuchō (Y-24)                | Kōtō |           | Tokyo     |
| Kasairinkai-Kōen   | 葛西臨海公園 | 3.2           | 10.6          | ●           | ｜           | ◆                                                |                                                                | Edogawa |           | Tokyo     |
| Maihama            | 舞浜         | 2.1           | 12.7          | ●           | ●            | ●                                                | Linea Maihama Resort (Stazione di Resort Gateway)              | Urayasu | Chiba     |           |
| Shin-Urayasu       | 新浦安       | 3.4           | 16.1          | ●           | ●            | ●                                                |                                                                | Urayasu | Chiba     |           |
| Ichikawa-Shiohama  | 市川塩浜     | 2.1           | 18.2          | ●           | ｜           | ●                                                |                                                                | Ichikawa | Chiba     |           |
| Nishi-Funabashi    | 西船橋       | 5.9           | 24.1          | ∥           | ∥            | ●                                                | ●                                                              | Linea Musashino (servizio diretto) Linea Chūō-Sōbu Tokyo Metro Linea Tōzai (T-23) Ferrovia Rapida Tōyō Linea Keisei Principale (Stazione di Keisei Nishifunabashi)                                                                                           | Chiba     | Funabashi |
| Futamata-Shinmachi | 二俣新町     | 4.4           | 22.6          | ●           | ｜           | ∥                                                |                                                                | La distanza è da Ichikawa-Shiohama | Chiba     | Ichikawa  |
| Minami-Funabashi   | 南船橋       | 3.4           | 26.0          | ●           | ●            | ●                                                | La distanza fra Nishi-Funabashi e Minami-Funabashi è di 5.4 km | Funabashi | Chiba     |           |
| Shin-Narashino     | 新習志野     | 2.3           | 28.3          | ●           | ｜           | ●                                                |                                                                | Narashino | Chiba     |           |
| Makuharitoyosuna   | 幕張豊砂     | 1.7           | 30.0          | ●           | ｜           | ●                                                |                                                                | Mihama-ku Chiba | Chiba     |           |
| Kaihin-Makuhari    | 海浜幕張     | 1.7           | 31.7          | ●           | ●            | ●                                                |                                                                | Mihama-ku Chiba | Chiba     |           |
| Kemigawahama       | 検見川浜     | 2.0           | 33.7          | ●           | ●            |                                                  |                                                                | Mihama-ku Chiba | Chiba     |           |
| Inage-Kaigan       | 稲毛海岸     | 1.6           | 35.3          | ●           | ●            |                                                  |                                                                | Mihama-ku Chiba | Chiba     |           |
| Chiba-Minato       | 千葉みなと   | 3.7           | 39.0          | ●           | ●            | Monorotaia Urbana di Chiba: Linea 1              | Chūō-ku Chiba                                                  | | Chiba     |           |
| Soga               | 蘇我         | 4.0           | 43.0          | ●           | ●            | Linea Uchibō Linea Sotobō (alcuni treni diretti) | Chūō-ku Chiba                                                  | | Chiba     |           |